# قمة الأمم المتحدة للعمل المناخي 2019
عُقدت قمة الأمم المتحدة للعمل المناخي 2019 في مقر الأمم المتحدة في مدينة نيويورك في 23 سبتمبر 2019. عقدت قمة المناخ للأمم المتحدة 2019 تحت عنوان «قمة العمل المناخي 2019: سباق يمكننا الفوز به، سباق يجب أن نفوز به». هدفت القمة إلى تعزيز العمل المناخي لتقليل انبعاثات غازات الاحتباس الحراري لمنع متوسط درجة الحرارة العالمية من الارتفاع بأكثر من 1.5 درجة مئوية (2.7 درجة فهرنهايت) فوق مستويات عصر ما قبل الصناعة.
كان التوقع أن تعلن 60 دولة عن «خطوات للحد من الانبعاثات ودعم السكان الأكثر عرضة لأزمة المناخ» بما في ذلك فرنسا وعدد من الدول الأوروبية الأخرى والدول الجزرية الصغيرة والهند. نُظم إضراب عالمي للمناخ في جميع أنحاء العالم في 20 سبتمبر بمشاركة أكثر من أربعة ملايين مشارك لزيادة الضغط على الفاعلين السياسيين والاقتصاديين لتحقيق أهداف القمة.

## النتائج
كانت نتائج القمة مهمة على الرغم من الاعتقاد بأنها لم تكن كافية للحد من ارتفاع درجة الحرارة العالمية إلى أقل من 1.5 درجة توافقًا مع الحاجة لمعالجة أزمة المناخ. لم تزيد الصين من التزاماتها بموجب اتفاقية باريس، ولم تتعهد الهند بتقليل استخدامها للفحم، ولم تتحدث الولايات المتحدة حتى في المؤتمر. حصلت التزامات مهمة في العديد من المجالات على الأقل، وأعلن المنظمون أن: «مبادرات القمة مصممة لضمان أن تكون الإجراءات المتخذة عادلة للجميع، وتدعم الوظائف والهواء النقي من أجل صحة أفضل، وتحمي الفئات الأكثر ضعفًا، وكذلك المبادرات الجديدة لكي تتكيف، والزراعة وأنظمة الإنذار المبكر التي ستحمي 500 مليون شخص إضافي من آثار التغير المناخي».
تحتوي صفحة على الويب باسم «إعلانات» على بيانات صحفية حول نتائج القمة. نُشرت أيضًا بيانات صحفية تحتوي على معلومات حول هذه المسألة في سبتمبر 2019، في قسم «المواد الصحفية» وتُحفظ المعلومات أيضًا في بوابة الأمم المتحدة للعمل المناخي «نازكا».

### الالتزامات الحكومية
- تعهد الاتحاد الأوروبي و65 دولة بخفض انبعاثات غازات الاحتباس الحراري إلى الصفر بحلول عام 2050.[8] بلغ عدد الدول التي قدمت هذا التعهد 77 دولة.[9]
- كانت العديد من الدول الصغيرة، بما فيها الدول الجزرية الصغيرة النامية والدول الأقل نماء من بين الدول التي اتخذت أكبر الخطوات. زادت الدول الجزرية الصغيرة النامية بشكل جماعي من أهدافها المناخية بحلول عام 2020، لتحقيق استخدام 100% من الطاقة من مصادر الطاقة المتجددة بحلول عام 2030، والوصول إلى اقتصاد خالٍ من الكربون بحلول عام 2050، شريطة أن يساعدها المجتمع الدولي.
- تعهدت فرنسا بعدم الدخول في صفقات تجارية مع الدول التي لديها سياسات مخالفة لاتفاقية باريس.
- تعهدت كل من اليونان والمجر بإغلاق محطات الطاقة التي تعمل بالفحم بحلول عام 2028 و2030، على التوالي.[10][11]
- بدأت الحملة العالمية من أجل الطبيعة بفعاليتها. الهدف من الحملة هو حماية 30% من سطح الأرض بحلول عام 2030. تقود غواتيمالا وكوستاريكا هذه المبادرة.
- أُنشئ التحالف الطموح للمناخ، ورئيس هذا التحالف هو سيباستيان بينيرا، رئيس تشيلي. يهدف التحالف إلى توحيد الدول التي ترغب في زيادة التزاماتها بحلول عام 2020. صرحت 59 دولة أنها ستفعل ذلك. بدأت إحدى عشرة دولة عملية تعزيز التزاماتها.
- أصبح تحالف باورينغ باست كول أكبر بكثير: إذ انضم بعد القمة 32 بلدًا و25 ولاية ومنطقة و34 شركة ليصبحوا أعضاء في التحالف الذي يريد إيقاف بناء محطات توليد الطاقة بالفحم بحلول عام 2020، والانتقال إلى الطاقة المتجددة.[12]
- أُنشئت منظمة «اللجنة رفيعة المستوى من أجل اقتصاد محيطي مستدام»، وتشمل 14 دولة، وتغطي جزءًا كبيرًا من السواحل ومصايد الأسماك في العالم. تسعى لحماية المحيطات وإنشاء مناطق بحرية محمية.[10]
- وعد الاتحاد الأوروبي بتخصيص ربع ميزانيته للعمل المناخي في العام المقبل.
- أعلنت الصين أنها ستدخل في «نمو عالي الجودة وتنمية منخفضة الكربون». أقامت الصين شراكة بهدف إزالة 12 مليار طن من انبعاثات غازات الاحتباس الحراري العالمية السنوية بواسطة الحلول الطبيعية.
- وعدت الهند بزيادة طاقتها المتجددة إلى 175 غيغاوات بحلول عام 2022 وإلى 450 غيغاوات بعد ذلك.
- انضمت ثمانون دولة إلى التحالف الدولي للطاقة الشمسية.
- تعهد الاتحاد الروسي بالموافقة على اتفاقية باريس، فارتفع عدد الموقعين إلى 187. وقع رئيس الوزراء الروسي ديمتري ميدفيديف على الاتفاقية. تعدّ روسيا رابع أكبر مصدر لغازات الدفيئة. تتمثل أهداف روسيا في الاتفاقية في خفض الانبعاثات بنسبة 30% عن مستوى عام 1990 بحلول عام 2030. كانت انبعاثات روسيا في عام 2017 بالفعل أقل بنسبة 32% مما كانت عليه في عام 1990، لذا فإن التعهد في الواقع لا يقلل منها. سيكون لذلك بعض التأثيرات نظرًا لكون الاقتصاد الروسي ينمو بشكل أساسي اعتمادًا على الوقود الأحفوري. تلعب الغابات الروسية أيضًا دورًا في إزالة ثاني أكسيد الكربون من الغلاف الجوي.[13][14][15]
- تعهدت باكستان بزراعة أكثر من 10 مليارات شجرة في الأعوام ما بين 2019-2024.[16]
- قدم «تحالف الحلول الطبيعية» المؤلف من أكثر من 40 دولة و150 منظمة و50 شركة خاصة و12 مؤسسة، بقيادة الصين ونيوزيلندا، التزامات مهمة:
- تعهدت مبادرة الغابات في وسط إفريقيا بإنقاذ غابات وسط إفريقيا، وهي ثاني أكبر غابة استوائية على وجه الأرض، وبمنع إطلاق 70 غيغا طن من ثاني أكسيد الكربون في الغلاف الجوي، وحماية سبل عيش 60 مليون شخص.
- تعهدت باكستان باستعادة أجزاء من أنظمتها البيئية المتدهورة: 30% من الغابات، و5% من الأراضي الزراعية، و6% من المراعي، و10% من الأراضي الرطبة، ما سيجعل تدهور الأراضي محايدًا بحلول عام 2030.
- التزمت السلفادور بحماية 10 ملايين هكتار من الغابات وتغيير القطاع الغذائي، بطريقة تنخفض فيها انبعاثات غازات الدفيئة الناتجة عنه بنسبة 40% بحلول عام 2030.[11]